# Institut des hautes études commerciales de Carthage
L'Institut des hautes études commerciales de Carthage (plus couramment appelé IHEC Carthage) est la première école de commerce en Tunisie, surplombant la colline de Carthage, où elle a été créée en 1942.
IHEC Carthage est une université publique sous la tutelle du Rectorat de Carthage (Université de Carthage).
IHEC Carthage est l'une des Business School les plus reconnues en Afrique de par son diplôme et sa notoriété.
Elle est classée 1re école de commerce en Tunisie et 6e en Afrique francophone.

## Histoire de l'école

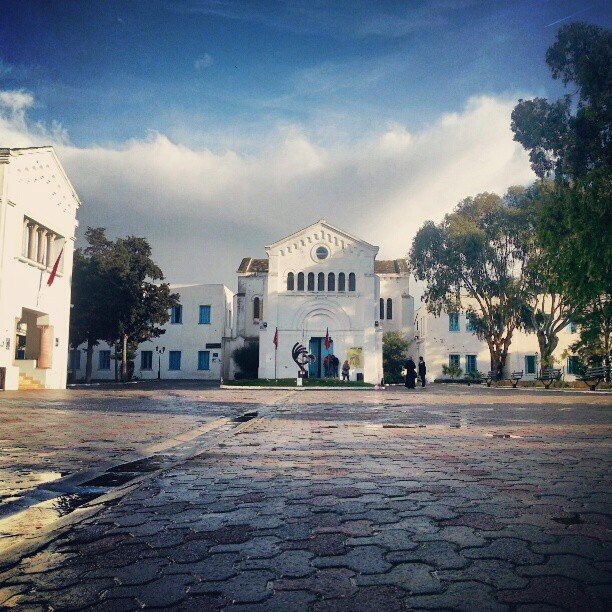
Cours de l'IHEC Carthage

Crée en 1942 l'institut des hautes études commerciales est la première école spécialisée dans l'enseignement de la gestion en Tunisie, l'IHEC a été organisé par le décret 77-319 du 30 mars 1977 et l'arrêté du 20 mai 1994.
Par sa grande ouverture sur l'environnement économique et par l'équilibre qu'il impose entre la culture générale et la culture d'entreprise, l'IHEC assure à ses étudiants un degré d’opérationnalité et de polyvalence très apprécié par les entreprises.
En effet, le diplôme de l'IHEC est sollicité par tous. Il doit son succès à un corps enseignent compétent et dévoué, aux contrats intenses et permanents que l'école entretient avec le milieu des affaires, au sérieux et l'esprit d'initiative des étudiants jaloux de la réputation que s'est forgée l'école au fil des années et décidés à préserver la notoriété de son image de marque.
Pour cela et pour bien d'autres raisons, l'école a reçu un label de qualité connu et reconnu par les entreprises et par les établissements universitaires d'Europe et des États-Unis.
La mission de l’IHEC est de former des hommes et des femmes de potentiel exceptionnel à l’exercice de fonctions de responsabilité dans les entreprises. L’on s’intéresse de plus en plus au travail indépendant et aux petites entreprises en tant que gisements d’emplois nouveaux.
L'Institut des Hautes Études Commerciales maintiendra le leadership de son diplôme tant qu'il poursuivra, aussi fidèlement, la réalisation des objectifs qu'il ne cesse de se fixer et tant qu'il restera aussi soucieux de l'évolution de l'actualité économique et des problèmes de ses étudiants, de son corps professoral et de son personnel administratif.

## Campus[4]
IHEC Carthage est caractérisé par une situation géographique exceptionnelle sur les côtes de Carthage. Carthage la ville romaine qui, d’après les historiens aurait été fondée vers 814 avant J.-C. par Elissa ou Didon, sœur du roi de Tyr (Carthage fut la première république conquérante et commerçante dont l'histoire fasse mention.)
IHEC Carthage par sa position dominante de la Méditerranée, admire à sa droite le golfe de Tunis (la montagne de Boukornine) et à sa gauche le village de Sidi Bou Saïd, attirant des touristes venant des pays du monde et caractérisé par ses couleurs en bleu et blanc et ses ruelles en pavé.

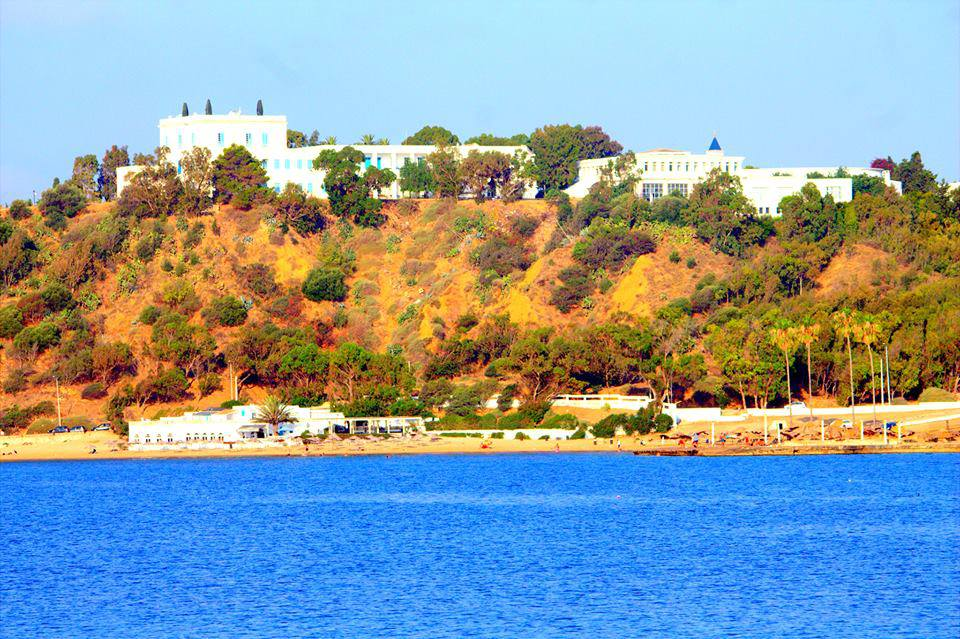
Le campus de l'IHEC Carthage vu du côté de la baie de Sidi Bou Saïd

## Structure[5]
IHEC Carthage est un établissement d'enseignement supérieur public; son organisation est collégiale, elle comprend :
le Directeur, le Directeur des études, le Secrétaire général, le Conseil scientifique ainsi que le Conseil de discipline.

### La Direction
C'est un professeur de l'enseignement supérieur désigné par décret qui assure la bonne marche des affaires pédagogiques, le fonctionnement administratif et financier de l'institut, préside le conseil scientifique et exerce plusieurs autres attributions: coordination entre les départements, définition des programmes, relations avec l'environnement. Le directeur est aussi membre du Conseil de l'Université.
Hassen Mzali a dirigé l'Institut des Hautes Études Commerciales de Carthage, jouant un rôle important dans son développement.
Depuis octobre 2024, Jouhaina Chaouachi Siala lui a succédé en tant que directrice de l'IHEC.

### Le Directeur des études
Le directeur des études et des stages coordonne entre les différents départements de l'institut, procède à toutes les études nécessaires pour mieux insérer le futur diplôme dans la vie active. Il intervient dans toutes les affaires pédagogiques de l'institut et facilite le dialogue enseignant-étudiant.

### Le Secrétaire général
Le secrétaire général assure la direction des services administratifs et financiers et de la scolarité. Le secrétariat général comprend notamment:
- le service des affaires estudiantines.
- le service des affaires administratives et financières.

### Le Conseil scientifique
Le conseil scientifique est un organe consultatif, élu pour une période de 3 ans, il est appelé à donner son point de vue concernant tous les problèmes de politique générale de l'enseignement au sein de l'école. Il est aussi compétent pour toute autre question qui lui est soumise par le directeur.
Le conseil est composé du directeur, du secrétaire général, du directeur des études et des stages, des chefs de départements, des représentants du personnel enseignant ainsi que de quatre représentants des étudiants: deux du premier cycle, un du deuxième cycle et un du troisième cycle et de quatre représentants de l'environnement socio-économique. Le conseil se réunit sur convocation par le président.

### Le Conseil de discipline
Le conseil de discipline de l'IHEC s'occupe de tous les problèmes relatifs aux infractions commises par les étudiants. Il comprend :
- Un représentant du rectorat
- Un représentant des étudiants

### Les Départements
L'IHEC compte six départements :
- Gestion
- Économie
- Finance
- Droit
- Comptabilité
- Méthodes quantitatives
- Informatiques

## Cursus

### Licence
La scolarité à l'école IHEC Carthage dure trois ans minimum correspondant à la licence (Bac +3). Ces trois années de scolarité sont généralement complétées par deux ans de mastère et un stage de fin d'étude visant à donner à l'étudiant une expérience de longue durée d'au moins trois mois dans le monde de l'entreprise.
Les étudiants peuvent effectuer un ou plusieurs stages durant leur cursus.
Pendant les deux premières années, les étudiants acquièrent une formation fondamentale et généraliste en management en suivant un tronc commun (finance, comptabilité, marketing, supply chain, gestion des systèmes d'information, méthodes et analyse des coûts…)
Enfin, en troisième année, les étudiants choisissent une spécialité (Finance, Marketing ou Management).

### Mastères
Une fois la licence terminée, les étudiants ont le choix d'intégrer ou non un master de recherche ou professionnel. L'avantage de l'école est que les masters sont diversifiés allant du master en Intelligence Marketing et Veille Stratégique au Master en Entrepreneuriat et Création d'Entreprise.

### Doctorat[7]
Le programme doctoral de l'IHEC propose diverses gammes de spécialisations :
- Économie
- Finance
- Management
- Marketing
- Ressources humaines
- Sciences de la décision
- Stratégie

## Partenariats et ouverture sur le monde professionnel
l'IHEC Carthage a toujours fait de la vie professionnelle et des entreprises un axe prioritaire dans sa quête du diplôme avec la plus-value la plus importante sur le marché. Ces partenariats visent à promouvoir le développement de l’infrastructure de l’IHEC, la professionnalisation de ses étudiants ainsi que leur épanouissement à travers diverses activités culturelles et associatives.

## Clubs et associations
La vie associative à l'IHEC Carthage se distingue par sa richesse avec plus d'une quinzaine de clubs et associations en tout genre.
En effet, l'ouverture sur l'environnement est l'un des points les plus forts de cet institut.

### Marketing Méditerranée Tunisie,Junior Entreprise[10]
Marketing Méditerranée Tunisie Junior Conseil est la Junior Entreprise de l'école et première Junior Entreprise en Tunisie fondée en 2005 grâce à un parrainage avec Marketing Méditerranée la Junior Entreprise de KEDGE Business School - Campus Marseille. La J.E est une association fonctionnant comme un cabinet de conseil. Ses administrateurs, étudiants de l'école, s'appuient sur les cours dispensés par leurs professeurs et sur l'expérience acquise au cours des onze dernières années pour mettre leurs compétences au service de leurs clients.
Que ce soit pour une étude de satisfaction, l'élaboration d'une stratégie de lancement, une étude de marché, un plan d'affaires, etc. les administrateurs sont à même de répondre à de nombreux appels d'offres dans des domaines très variés. Marketing Méditerranée Tunisie Junior Conseil allie, par sa structure, un engagement sérieux et un contrôle qualité poussé pour satisfaire ses clients.
Le but de cette association est de proposer des missions en marketing aux étudiants du campus (recherche documentaire, administration de questionnaires, traitement statistique...) pour leur permettre d'enrichir leurs expériences professionnelles.
Marketing Méditerranée Tunisie est une entité autonome, mais bénéficiant du soutien de l'administration de l'école ainsi que de celui de son corps professoral.
Marketing Méditerranée Tunisie est la Junior Entreprise la plus titrée en Tunisie et en Afrique avec plus de 7 distinctions. Elle a été élue Meilleure Junior Entreprise 2015, 2016 et 2017 par la Confédération Tunisienne des Junior Entreprises.

### AIESEC Carthage[15]
Association internationale des étudiants en sciences économiques et commerciales est une organisation internationale, apolitique, indépendante et à but non lucratif entièrement gérée par des étudiants et par des récents diplômés du supérieur (par récents, on entend datant de moins de deux ans).
AIESEC Carthage est évidemment une branche de l'organisation mondiale AIESEC. Elle propose des formations en soft skills et donne l'opportunité aux étudiants de réaliser des stages à l'étranger. AIESEC Carthage a été fondée en 1962 faisant d'elle le premier local AIESEC en Tunisie précédant AIESEC Bardo.

### Radio Libertad

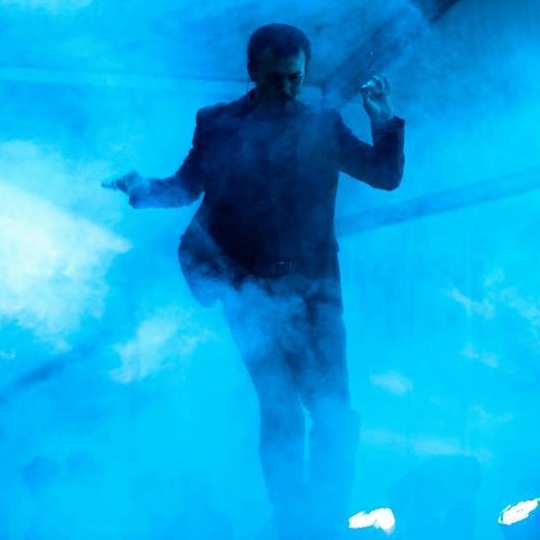
Le comédien tunisien Lotfi Abdelli dans une soirée mémorable à l'IHEC Carthage.

Fondé en 1989 sous le nom du comité N'joy, le Club Radio "LIBERTAD" (radio Interne de l'IHEC) est le représentant médiatique de cet institut notamment avec sa radio locale. Tout au long de l'année, le club propose des émissions quotidiennes réalisées par des étudiants, pour les étudiants. Les émissions traitent toutes les thématiques, du sport à la culture, en passant par l'actualité économique et politique.
L'équipe Radio Libertad organise aussi des formations ainsi que des événements de haut calibre notamment des conférences, des comedy shows (avec les célèbres humoristes Lotfi Abdelli, Amine Radi, Nidhal Saadi et Salem Mr.) et des concerts (avec le prince de la musique arabe Saber Rebai, des deejays internationaux à l'instar de Uner ou Bart Skills et tunisiens comme Metis, Denya Okhra, The Brothers).

### Jeunes Femmes Entrepreneurs
JFE est une organisation estudiantine à but non lucratif visant la promotion de l’entrepreneuriat féminin en Tunisie.
Ayant comme valeurs, le sérieux, l'union, l'engagement, le changement et le partage d'expérience, le club s'est fixé comme objectifs :
- La prise de responsabilité
- La préparation au milieu professionnel
- Le renforcement de leur présence dans la vie associative
- La formation et l’information quant au milieu entrepreneurial en Tunisie

Ses missions :
- L'aide et l'accompagnement des jeunes femmes porteuses de projets avec sérieux et engagement
- La formation et l’information quant à l'écosystème de l'entrepreneuriat en Tunisie pour un changement constructif et durable
- La préparation au milieu entrepreneurial et professionnel en général.

### Enactus IHEC Carthage
ENACTUS est un programme international sous forme de concours. Il consiste en la création d'entreprise pour des personnes dans le besoin ou au redressement d'entreprises en faillites.
Ayant 3 critères à respecter: le critère économique, le critère social et le critère environnemental. l'équipe ENACTUS doit passer un concours national puis international. Le gagnant de chaque pays part une semaine a l'étranger pour présenter son projet devant un jury international composé des plus grands chefs d'entreprises du monde.
L'équipe d'ENACTUS IHEC Carthage a été élue deux fois de suite gagnante du concours nationale et ont représenté la Tunisie en Chine et en Afrique du Sud respectivement en 2014 , 2015, 2017 et 2019.

### Carthage Information Technology[17]
Carthage IT voit le jour pour la première fois à l'IHEC. C'est une organisation indépendante, à but non lucratif, apolitique et qui regroupe des étudiants de toutes les universités. Présente sur différents campus et universités, son activité se base essentiellement sur le développement de projets et l'organisation d’évènements en relation avec les nouvelles technologies de l'information.
Ses valeurs: Innovation, Synergie, Intelligence (IE et IA), Polyvalence, Polymathie et Ludification.
Sa vision: Promouvoir le savoir, éradiquer l’ignorance et participer à une révolution des mentalités à travers les technologies de l’information et de la communication.
Sa mission: S'engager à améliorer la visibilité et la qualité des organisations estudiantines en offrant un appui en communication et en développement informatique, en participant à la création de projets sociaux et à la mise en place de formations diverses.
Depuis sa création en 2014, l'association se voit régulièrement récompensé tant à l'échelle universitaire (Prix Réactivité et Excellence Communicationnelle 2014 à l'IHEC, etc.) que nationale (Prix de l'Innovation de l'Estudiant, Prix "3D Afri Comp" décerné par le jury du Festival des Arts Numériques 2015, etc.).

### Rotaract IHEC Carthage
Le Rotaract est un club de service parrainé par le Rotary, destiné aux jeunes de 18 à 30 ans, convaincus de pouvoir contribuer à la construction d’un monde meilleur par l’amitié et l’action. Les clubs Rotaract sont implantés dans la collectivité ou rattachés à une université. Avec plus de 7 500 clubs Rotaract dans 156 pays et régions, le Rotaract est devenu un phénomène mondial.
Le Rotaract Club IHEC Carthage, est un club universitaire, créé en octobre 2013 par des étudiants de l‘Institut des Hautes Études Commerciales de Carthage. Le club fait actuellement partie de l'association mère Rotary International et est sous la tutelle du Rotary Club La Marsa. Ayant œuvré pendant trois ans dans des actions humanitaires, le club s’est forgé peu à peu une réputation tout d’abord à l’IHEC Carthage puis même en dehors de l’université.

### Autres clubs et associations
- Club Tunivisions IHEC : Fondé en 2017 par Nizar Charri , président de l'association Tunivisions Foundation
- IHEC Events : Fondé en 2012,«IHEC Events» s’est occupé pour sa première année d’activité de l’organisation des conférences faisant partie du programme «Conférences et Lectures» de l’IHEC Carthage.
- Club Dance Revolution : club de dance et de culture.
- PhotographyClub : club de photographie fondé en 2016.
- Club Presse + : l'un des deux représentants médiatiques de l'IHEC avec sa presse, son magazine et ses articles web.
- Club Théatro : club de théâtre de l'IHEC.
- HEC Entrepreneurs : club d'entrepreneuriat et gestion de projets fondé en 2015.
- HEC AEGIS : club écologique et de développement durable fondé en 2016.
- Academic Society of Carthage : club fondé en 2016 et spécialisé dans les activités para-académiques afin de former une nouvelle génération d’étudiants d’élite.
- Les syndicats estudiantin UGET et UGTE.
- AlumnIHEC : regroupement d'anciens diplômés de l'IHEC Carthage fondé courant 2016[18].
- Club zero (club artistique fondé en 2016)
- ASU (association sportive universitaire)
- Marketing Méditerranée Tunisie - Junior Entreprise de l'IHEC Carthage

## Enseignants et alumni célèbres
- Ali Zouaoui
- Nejib Belkadhi
- Boutheina Ben Yaghlane
- Sofiane Bouhdiba
- Slaheddine Bouguerra
- Sonia Mabrouk
- Abderrazak Zouari
- Haykel Megannem
- Aïcha Attia
- Aïda Hamdi
- Mohamed Mrad
- Hela Cheikhrouhou
- Zied Ladhari
- Hichem Ben Ahmed
- Faten Kallel
- Slim Khalbous
- Hichem Ajbouni
- Ly Taher Dravé
- Olfa Benouda (professeur)
- Khayam Turki